# 安哥拉 (紐約州)
安哥拉（英語：Angola）是位於美國紐約州伊利縣的村。

## 人口
根據2020年美國人口普查的數據，安哥拉的面積為3.67平方千米，皆為陸地。當地共有人口2046人，而人口密度為每平方千米557人。